# Reinhard Jung (Politiker)

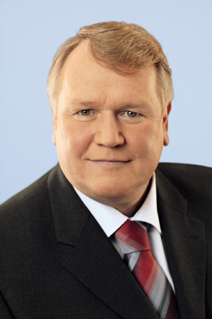
Reinhard Jung

Reinhard Jung (* 5. November 1952 in Siegen) ist ein deutscher Politiker (SPD). Er war von 2005 bis 2010 Abgeordneter des Landtags von Nordrhein-Westfalen.

## Leben
Jung absolvierte 1967 seinen Volksschulabschluss und im Anschluss von 1967 bis 1971 eine Lehre zum Betriebsschlosser. Von 1971 bis 1995 war er als Schlosser und Schweißer, später auch als Werkssanitäter tätig. Von 1995 bis 2001 war er als Oberwerksschutzmann und danach als Gesundheitsbeauftragter tätig.

## Politik
Jung trat 1989 der SPD bei und wurde später Erster Vorsitzender der Arbeitsgemeinschaft für Arbeitnehmerfragen (AfA) in Wenden. Jung ist ebenfalls Mitglied der IG Metall. Ab dem 8. Juni 2005 war er Abgeordneter des Landtags von Nordrhein-Westfalen, wo er als ordentliches Mitglied dem Ausschuss für Bauen und Verkehr und dem Petitionsausschuss angehörte. Außerdem war Jung einer der Schriftführer des Landtags. Dem 2010 gewählten Landtag gehörte er nicht mehr an.